# Liste deutschsprachiger Schriftsteller/O
Hinweis: Die Umlaute ä, ö, ü werden wie die einfachen Vokale a, o, u eingeordnet, der Buchstabe ß wie ss. Dagegen werden ae, oe, ue unabhängig von der Aussprache immer als zwei Buchstaben behandelt 

## O – Om
- René Oberholzer (1963)
- Joseph Georg Oberkofler (1889–1962)
- Urs Oberlin (1919–2008)
- Eva-Maria Obermann (1987)
- Richard Obermayr (1970)
- Siegfried Obermeier (1936–2011)
- Jürg Obrist (1947)
- Michael Öchsner (1816–1893)
- Milena Oda (1975)
- Franz Odermatt (1867–1952)
- Georg Arthur Oedemann (1901–?)
- Elisabeth Oehler-Heimerdinger (1884–1955)
- Heinz Oelfke (1934)
- Tami Oelfken (1888–1957)
- Petra Oelker (1947)
- Werner Oellers (1904–1947)
- Gerd Oelschlegel (1926–1998)
- Walter Oelschner (1911–1990)
- Konrad Engelbert Oelsner (1764–1828)
- Elisabeth von Oertzen-Dorow (1860–1944)
- Kurt Oesterle (1955)
- Rudolf Oeser, Pseudonym Otto Glaubrecht (1807–1859)
- Hans von Oettingen (1919–1983)
- Eduard Maria Oettinger (1808–1872)
- Kurt Offenburg (1898–1946)
- Deniz Ohde (1988)
- Ludwig Ohl (1861–1909)
- Nina Ohlandt (1952–2020)
- Christa-Maria Ohles (1929–2000)
- Wilfried Ohms (1960–2023)
- Günter Ohnemus (1946)
- Anton Ohorn (1846–1924)
- Bernhard Ohsam (1926–2001)
- Andreas Okopenko (1930–2010)
- Rudolf Olbricht (1887–1967)
- Balder Olden, eigentlich Oppenheim (1882–1949)
- Ferdinand August Oldenburg (1799–1868)
- Adam Olearius (1603–1671)
- Johannes Olearius (1611–1684)
- Brigitte Oleschinski (1955)
- Marie von Olfers (1826–1924)
- José F. A. Oliver (1961)
- Magnus Daniel Omeis (1646–1708)
- Johann Christian Josef Ommerborn (1863–1938)
- Georg von Ompteda (1863–1931)

## On – Oz
- Hans van Ooyen (1954)
- Anna Opel (1967)
- Detlef Opitz (1956)
- Martin Opitz (1597–1639)
- Georg Emanuel Opiz (1775–1841)
- Frieda von Oppeln (1866–1945)
- Alexander von Oppeln-Bronikowski (1784–1834)
- Friedrich von Oppeln-Bronikowski (1873–1936)
- Ferdinand Oppenberg (1908–1989)
- Heinrich Oraeus (1584–1646)
- Aras Ören (1939)
- Hanns-Josef Ortheil (1951)
- Markus Orths (1969)
- Ernst Ortlepp (1800–1864)
- Edwin Ortmann (1941–2023)
- Eugen Ortner (1890–1947)
- Hermann Heinz Ortner (1895–1956)
- Alexander Osang (1962)
- Andreas Osiander (1498–1552)
- Katja Oskamp (1970)
- Heinrich August Ossenfelder (1725–1801)
- Carl von Ossietzky (1889–1938)
- Leonie Ossowski, eigentlich Jolanthe Kurtz-Solowjew (1925–2019)
- Maria von der Osten-Sacken (1901–1985)
- Adele Osterloh (1857–1946)
- Willi Ostermann (1876–1936)
- Tina Österreich (1944)
- Hans Ostwald (1873–1940)
- Doris Oswald (1936–2020)
- Georg M. Oswald (1963)
- Susanne Oswald (1964)
- Oswald von Wolkenstein (1377–1445)
- Otfrid von Weißenburg (etwa 800–nach 870)
- Otloh von St. Emmeram (um 1010–1070)
- Arnold Ott (1840–1910)
- Erwin Ott (1892–1947)
- Inge Ott (1922–2023)
- Karl-Heinz Ott (1957)
- Viktor Otte (1887–?)
- Karl Otten (1889–1963)
- Elli Otto (1914–1952)
- Herbert Otto (1925–2003)
- Louise Otto-Peters (1819–1895)
- August Otto-Walster (1834–1898)
- Ernst Ottwalt, eigentlich Ernst Gottwalt Nicolas (1901–1943)
- Angelika Overath (1957)
- Christian Adolph Overbeck (1755–1821)
- Johanna Overdick (1899–1976)
- Dr. Owlglass, eigentlich Hans Erich Blaich (1875–1945)
- Aysel Özakın (1942)
- Anna Ozana (1920–1983)
- Emine Sevgi Özdamar (1946)
- Hasan Özdemir (1963)
- Selim Özdoğan (1971)